# Лещенко, Иван Иванович
Иван Иванович Лещенко (4 января 1896 — 6 ноября 1960) — советский военачальник, полковник, участник Первой мировой, Гражданской и Великой Отечественной войн.

## Биография
Иван Иванович Лещенко родился 4 января 1896 года в селе Штеповка Лебединского уезда Харьковской губернии. Работал слесарем на заводах, помощником машиниста на Южной железной дороге. 
В августе 1915 года был призван на службу в Российскую императорскую армию. Участвовал в Первой мировой войне в составе 1-го железнодорожного батальона. После роспуска старой армии был демобилизован. 
В марте 1919 года Лещенко добровольцем поступил на службу в Рабоче-Крестьянскую Красную Армию. Участвовал в боях Гражданской войны против войск Н. А. Григорьева, А. И. Деникина, П. Н. Врангеля. В 1920 году окончил Московские артиллерийские курсы, в 1924 году — повторную школу зенитной артиллерии в Ленинграде. Служил на командных должностях в различных войсковых частях. В 1932 году окончил курсы усовершенствования командного состава зенитной артиллерии в Севастополе. С декабря 1938 года служил начальником артиллерийского снабжения 1-го корпуса ПВО. В этой должности он встретил начало Великой Отечественной войны.
24 июня 1941 года Лещенко был назначен командиром 329-го зенитно-артиллерийского полка. Во главе этой части он участвовал в отражении вражеских авиационных налётов на Москву в ходе битвы за неё. С июля 1942 года возглавлял штаб формирований Учебного центра войсковой зенитной артиллерии. В 1943 году окончил курсы усовершенствования высшего и старшего командного состава войсковой зенитной артиллерии, после чего командовал 36-й зенитно-артиллерийской дивизией Резерва Главного Командования. Участвовал в операции по окончательному снятию блокады Ленинграда. С февраля 1944 года командовал 90-м запасным зенитно-артиллерийским полком. В октябре 1944 года стал начальником Управления вооружения Южного фронта ПВО, а в январе 1945 года был переведён на такую же должность на Юго-Западном фронте ПВО.
В августе 1945 года в звании полковника Лещенко вышел в отставку. 
Умер 6 ноября 1960 года.

## Награды
- Орден Красного Знамени (3 ноября 1944 года);
- Орден Красной Звезды (28 октября 1941 года);
- Медаль «За оборону Москвы» и другие медали.